# فولتا مورسيا 2018
فولتا مورسيا 2018 (بالإسبانية: Vuelta Ciclista a la Región de Murcia Gran Premio Banco Sabadell 2018 )‏ هو سباق دراجات هوائية، وهو الموسم رقم 38 من السباق، وأقيم في 10 فبراير 2018، وامتدّ لمسافة 208.3 كيلومتر، وهو أحد سباقات طواف أوروبا للدراجات 2018، وقد شارك في السباق 133 متسابقاً ووصل إلى نهايته 39 متسابقاً.
فاز فيه بالمركز الأول لويس ليون سانشيز، وبالمركز الثاني أليخاندرو بالبيردي، وبالمركز الثالث فيليب جيلبير.

## الفرق
| فرق عالمية (6)- Movistar Team - Astana - Bora-Hansgrohe - Mitchelton-Scott - Quick-Step Floors - Katusha-Alpecin فرق قارية محترفة (12)- Direct Énergie - Cofidis, Solutions Crédits - Wanty-Groupe Gobert - يوسكادي مورياس 2018 ‏ - برجس بي إتش 2018 ‏ - غازبروم روسفيلو ‏ - سبورت فلاندرين بالويس 2018 ‏ - Rally Cycling - Vérandas Willems-Crelan ‏ - رومبوت تشارلز ‏ - CCC Development Team ‏ - كاجا رورال-سيغوروس 2018 ‏ فريق قاري- أوسكالتيل أوسكادي ‏ |  |
| |  |

## التصنيف العام النهائي
| التصنيف العام | التصنيف العام      | التصنيف العام | التصنيف العام       | التصنيف العام     |        |
| الدراج        | الدراج             | البلد         | الفريق              | الوقت             | السرعة |
| ------------- | ------------------ | ------------- | ------------------- | ----------------- | ------ |
| 1.            | لويس ليون سانشيز   | إسبانيا       | أستانا              | 5 س 06 دقيقة 34 ث |        |
| 2.            | أليخاندرو بالبيردي | إسبانيا       | موفيستار            | + 15 ث            |        |
| 3.            | فيليب جيلبير       | بلجيكا        | كويك ستب-فلورز      | + 2 دقيقة 15 ث    |        |
| 4.            | ماتيو ترينتين      | إيطاليا       | Mitchelton-Scott    | + 3 دقيقة 54 ث    |        |
| 5.            | بيتر سيري          | بلجيكا        | كويك ستب-فلورز      | + 3 دقيقة 54 ث    |        |
| 6.            | جاكوب فوجلسانج     | الدنمارك      | أستانا              | + 3 دقيقة 54 ث    |        |
| 7.            | بوب جونهيلس        | لوكسمبورغ     | كويك ستب-فلورز      | + 3 دقيقة 57 ث    |        |
| 8.            | فيلي سميت          | جنوب أفريقيا  | كاتوشا ألبيسين      | + 5 دقيقة 11 ث    |        |
| 9.            | خوسيه خواكين روخاس | إسبانيا       | موفيستار            | + 5 دقيقة 16 ث    |        |
| 10.           | بيتر فانسبيوك      | بلجيكا        | Wanty-Groupe Gobert | + 5 دقيقة 16 ث    |        |

## وصلات خارجية
- الموقع الرسمي
- فولتا مورسيا 2018 على موقع إحصائيات الدراجات الإحترافية (الإنجليزية)